# Kleine suite voor kamerorkest
Witold Lutosławski voltooide zijn Kleine suite voor kamerorkest in 1950. De componist moest zich toen muzikaal in leven houden door het schrijven van toegankelijke muziek. De Poolse en Sovjetautoriteiten stonden niet toe dat er al te moeilijke (lees moderne en Westerse) muziek werd geschreven dan wel uitgevoerd. Hij schreef dit werk op verzoek van de Poolse Omroep. De Kleine suite voor kamerorkest diende daarbij als een soort studie voor wellicht zijn bekendste werk, het Concert voor orkest. De muziek klinkt vanwege de eenvoud atypisch naast het andere werk van de componist. Al vlak na oplevering schreef de componist een versie voor symfonieorkest.
De Kleine suite bestaat uit vier delen en is gebaseerd op volksliedjes uit de streek Rzeszów:
1. Fujarka (piccolo) in tempo allegretto
2. Hurra polka in tempo vivace
3. Piosenka (lied) in tempo andante molto sostenuto
4. Taniec (dans) in tempo allegro molto

Het werk was voor het eerst te horen op 20 april 1951 in een uitvoering van het Pools Nationaal Radio-Symfonieorkest onder leiding van Grzegorz Fitelberg
Het is geschreven voor:
- 1 piccolo, 1 dwarsfluit, 2 hobo’s, 2 klarinetten, 2 fagotten
- 4 hoorns, 3 trompetten, 3 trombones, 1 tuba
- pauken,  1 man/vrouw percussie
- violen, altviolen, celli, contrabassen

## Discografie
- Uitgave Chandos : Edward Garnder met het BBC Symphony Orchestra
- Uitgave Naxos: Antoni Wit met het Pools Nationaal Radio-Symfonieorkest